# Grupo EBX
EBX Group es una holding brasileña, fundada y presidida por Eike Batista en 1983 y gestiona negocios en los sectores de minería, bienes raíces, energía, energías renovables y entretenimiento. Las empresas del grupo se caracterizan por una «X» en el nombre, «símbolo de la multiplicación de la riqueza», dijo Eike.

## Realizaciones del Grupo EBX
El Grupo EBX es formado por seis compañías cotizadas en el Nuevo Mercado de BOVESPA, segmento con los más elevados patrones de gobernabilidad corporativa: OGX (petróleo), MPX (energía), LLX (logística), MMX (minería), OSX (industria naval offshore) y CCX (minería de carbón).El control de esas compañías pertenece al emprendedor brasileño Eike Batista, presidente del Grupo EBX.
Son 15 700 millones de dólares en inversiones entre el 2011 y el 2012, generando más de 20 000 puestos de trabajo en la operación y construcción de sus emprendimientos. En los próximos diez años, el Grupo EBX va a invertir 50 000 millones de dólares.
El grupo cuenta con socios estratégicos y desarrolla emprendimientos con estructuración, con enfoque en tecnología,  estado del arte y generación de riqueza. EBX invierte, principalmente, en los sectores de infraestructura y recursos naturales. También lidera iniciativas en los sectores inmobiliarios, de tecnología, entretenimiento, deporte, minería de oro y cáterin aéreo y ferroviario. Arbitra ineficiencias en el País y actúa en la eliminación de obstáculos para estimular el crecimiento económico nacional.
El Grupo EBX está presente en nueve estados de Brasil, además de Chile y Colombia, y tiene oficinas en Nueva York (EE. UU.).

## Tres Décadas de Historia
La trayectoria del Grupo EBX empezó al principio de la década de los 80, con un emprendimiento concebido y ejecutado por Eike Batista: El «Novo Planeta», primera planta aurífera aluvial mecanizada de la Amazonia. A lo largo de los años 80, Eike se convirtió en el presidente del Consejo de Administración y el o principal ejecutivo de TVX Gold. Fue a partir de esta empresa, cotizada en la Bolsa de Valores de Toronto, en Canadá, que el emprendedor da inicio su relación con el mercado de capitales global.
El emprendedor creó 20 000 millones de dólares en valor entre 1980 y el 2000 con la implantación y operación de nueve minas de oro y plata en Brasil y Canadá (Amapari, Casa Berardi, Crixás, Musselwhite, New Britania, Novo Astro, Novo Planeta y Paracatu), aparte de una mina en Chile (La Coipa). En los años 2000, empezó a operar tres minas de hierro en Brasil (Mina 63, Tico Tico y Ipê). Eike estructuró y abrió el capital de seis compañías en el período entre el 2004 y el 2012: OGX, MPX, LLX, MMX, OSX y CCX.
La creación de empleos y la cualificación profesional son bases para el crecimiento del grupo y del País. Hasta el 2014, EBX invertirá R$ 30 millones en la capacitación de 25 mil trabajadores y, paralelamente, ya ha destinado alrededor de R$ 20 millones para financiamientos de proyectos y alianzas con universidades en Brasil, Chile, Colombia y en China. El apoyo abarca a más de diez universidades e instituciones de enseñanza. Entre las beneficiadas están la Coordinación de los Programas de Pos-Graduación en Ingeniería (COPPE) de la Universidad Federal de Río de Janeiro (UFRJ), la universidad china de Tsinghua, el Instituto de Investigaciones Energéticas y Nucleares (IPEN) y la universidad chilena de Valparaíso.

## Recursos Naturales e Infraestructura
El Grupo EBX actúa con el enfoque prioritario en infraestructura y recursos naturales. MMX, compañía de minería del grupo, ya produce mineral de hierro en Minas Gerais y en Corumbá, en Mato Grosso do Sul y planea cuadruplicar su capacidad de producción en los próximos años. Para alcanzar esta meta, cuenta con el Superpuerto Sureste, en construcción en Itaguaí (RJ), que será el catalizador de la expansión de la compañía.
En el área de energía,  MPX, que en el 2011 inició la operación de la primera usina solar en escala comercial de Brasil, en Tauá (CE). En el 2012, entrarán en operación dos usinas termoeléctricas de la compañía: Energía Pecém (CE) e Itaqui (MA). Para el 2013, está previsto el inicio de las operaciones de la usina de Pecém II (CE) y de la primera fase de la UTE Parnaíba (MA). La segunda fase será iniciada en el 2014.
Ya LLX, compañía de logística del grupo, coordina la construcción del Superpuerto de Açu, en São João da Barra (RJ), el mayor y más eficiente complejo puerto-industria de América Latina, con atracción de inversiones productivas del orden de 40 000 millones de dólares en los próximos años y con una revisión de generación de 50 000 empleos, directos e indirectos, el superpuerto abrigará la Unidad de Construcción Naval de Açu (UCN Açu), en la cual OSX – compañía del Grupo EBX que actúa en la industria naval offshore – está invirtiendo 1700 millones de dólares. UCN Açu tendrá una capacidad para la construcción simultánea de hasta 11 FPSOs (unidades fluctuantes de producción, almacenamiento y transferencia de petróleo y gas) y ocho WHPs (plataformas fijas) y va a generar 14 000 empleos directos. OSX está enfocada en suplir la demanda por soluciones integradas en los segmentos de construcción naval, flete de las Unidades de exploración y producción (E&P) y servicios de operación y manutención (O&M).
En el segmento de petróleo y gas, OGX es responsable por la mayor campaña exploratoria privada en curso en Brasil. Creada en el 2007, la compañía está entre las principales productoras de petróleo del país. En enero del 2012, OGX dio inicio en tiempo récord – poco más de dos años contados a partir de la descubierta – a la extracción de petróleo en la acumulación de Waimea, en la Cuenca de Campos (RJ). OGX posee un cartera compuesta por 30 bloques exploratorios en Brasil, en las Cuencas de Campos, Santos, Espírito Santo, Pará-Maranhão y Parnaíba, y cuatro bloques exploratorios en Colombia, en las Cuencas de Cesar-Ranchería y Vale Inferior de Madalena.
La compañía del Grupo EBX creada a partir de la cisión de los activos de minería de carbón de MPX en Colombia, CCX desarrolla en este país el mayor proyecto greenfield de minería de carbón integrada de América Latina. Con una producción estimada en 35 millones de toneladas al año, este proyecto contempla una mina subterránea (San Juan), dos minas a cielo abierto (Cañaverales y Papayal), y un sistema logístico integrado, dedicado y eficiente, compuesto por una ferrovía de 150 km de extensión y un puerto de aguas profundas capaz de operar navíos del tipo capesize.
Colombia concentra inclusive inversiones del Grupo en la minería de oro. En marzo del 2011, el grupo adquirió, a través de AUX, el control accionario de la minera canadiense Ventana Gold, que detiene derechos mineros en la región de California-Vetas, área histórica de minería en el norte de Colombia. La suma de los activos de la compañía garantiza al Grupo EBX uno de los más ricos depósitos de oro subterráneo del mundo.
Aparte de la minería de carbón y de oro, el grupo desarrolla aún una campaña exploratoria de petróleo en Colombia.
En América del Sur, Chile también cuenta con inversiones del Grupo EBX, que incluyen el mayor emprendimiento de generación licenciado del país (2100 MW), integrado al puerto dedicado de aguas profundas y a la producción de mineral de hierro.

## Otras Frentes de Actuación
REX es la empresa del segmento inmobiliario del Grupo EBX. Creada en el 2008 para identificar oportunidades en el sector inmobiliario, la compañía entró en operación en el 2011, con enfoque de actuación en el desarrollo urbano y activos para renta. La cartera de negocios de la empresa contempla, entre otras iniciativas, la revitalización del Hotel Glória, rebautizado como Gloria Palace Hotel, el centro médico integrado MD.X Medical Center, el Centro Empresarial R3X Leblon y el Hotel Parque de Flamengo, en la ciudad de Río de Janeiro.
El Grupo EBX también invierte en el área de tecnología, a través de SIX Soluciones Inteligentes. Creada en octubre del 2011, SIX surgió a partir de la adquisición del control de AC Ingeniería, empresa con 18 años de experiencia en el mercado nacional, con enfoque en los sectores de operación de petróleo y gas. En abril del 2012, el Grupo e IBM anunciaron una sociedad estratégica. El acuerdo incluye la adquisición por IBM del 20 % de SIX Automación, subsidiaria de SIX Soluciones Inteligentes, y la creación de un centro para el desarrollo conjunto de soluciones tecnológicas e inversiones en P&D (investigación y desarrollo) direccionado principalmente para los sectores de recursos naturales e infraestructura, además del outsourcing para IBM de actividades operacionales de TI del Grupo EBX.
Ya IMX — una joint venture con la americana IMG Worldwide — es la empresa de deporte y entretenimiento del grupo, direccionada a la realización de eventos y producción de contenidos de entretenimiento  en las áreas de deporte, moda y música. Aún en el 2011, el Grupo EBX creó NRX-Newrest, para operar en los sectores de cáterin aéreo y ferroviario en Brasil. Fruto de una joint venture con Newrest, única gran empresa mundial que actúa en todos los segmentos de cáterin y servicios anexos,  NRX-Newrest presta servicios de alimentación y apoyo operacional onshore y offshore, limpieza, hospitality, entre otros. El grupo desarrolla inclusive iniciativas en las áreas de deporte, entretenimiento, hotelería, gastronomía, salud y medio ambiente en la ciudad de Río de Janeiro, donde está ubicada EBX.

## Sinergia
El Grupo EBX captura las diversas sinergias existentes entre sus negocios. El mineral de hierro de MMX será transportado para el Superpuerto Sureste, de donde será exportado para todo el mundo. Las chapas de acero producidas por las siderúrgicas instaladas en el complejo industrial del superpuerto de LLX serán utilizadas por OSX en la producción de equipos offshore, fletados para OGX para su producción de petróleo y gas. El carbón de las minas de CCX en Colombia será transportado hasta las termoeléctricas de MPX ubicadas a lo largo de la costa brasileña y en el superpuerto de LLX, y la energía generada será suministrada para las industrias ubicadas en el complejo industrial. El gas natural producido por OGX puede suplir las térmicas de MPX ubicadas en el complejo industrial del superpuerto de LLX. El superpuerto de LLX podrá servir de base terrestre para la producción de petróleo y gas de OGX. MPX va a suministrar energía para la principal unidad operacional de MMX en Minas Gerais.

## Acciones Socio-ambientales en el País
EBX y sus compañías apoyan más de 170 iniciativas socio-ambientales en el País, entre ellas la conservación de tres parques nacionales (Lençóis Maranhenses, Fernando de Noronha y Pantanal). Además de ello, crea y mantiene tres reservas propias: Reserva Particular del Patrimonio Natural (RPPN) Engenheiro Eliezer Batista (pantanal), Quebrada del Morel (Desierto de Atacama) y Caruara (restinga; apoya la gestión de cuatro RPPNs en el Pantanal (Dorochê, Acurizal, Penha y Rumo al Oeste) y la creación de otras diez en Ceará. El Grupo EBX apoya aún el Corredor Ecológico de Muriqui, uno de los mayores proyectos de restauración de la Mata Atlántica ya desarrollados en Brasil, y la preservación de la Reserva Manancial de Cañaverales, en Colombia.
En el área social, los programas de reubicación de familias de Vila Nova Canaã, en Maranhão, y Vila da Terra, en São João da Barra (RJ); el apoyo a la construcción del Centro Pediátrico del Cáncer (CPC), en Ceará; y el apoyo al Hospital Pro Niño, en Río de Janeiro, son algunos ejemplos de acciones realizadas por el grupo en los últimos años.
En Río de Janeiro, el Grupo EBX destinará R$ 20 millones por año, hasta el 2014, al proyecto de las Unidades de la Policía Pacificadora (UPPs), nuevo modelo de seguridad pública y vigilancia. Los recursos serán usados por la Secretaría Estatal de Seguridad para la compra de equipos y obras de infraestructura y logística de las unidades.
El Grupo EBX invierte en la preservación de la historia y de la cultura. En Belo Horizonte, implantó y mantiene el Museo de las Minas y del Metal (MMM), concebido para destacar la relación de la historia y de las expresiones culturales de Minas Gerais, a través de dos de las principales actividades económicas del estado: la minería y la metalurgia. En 18 salas, están instaladas 44 atracciones, siendo 11 instalaciones dedicadas a las principales minas del estado, en un área de casi 6000 metros cuadrados. En ambientes virtuales, los visitantes pueden interactuar con los espacios creados para permitir una intensa vivencia por el mundo de los metales y minerales. Las atracciones son humanizadas a través de personajes históricos y ficticios del MMM como D. Pedro II, el Barón de Eschwege, Xica da Silva y otros, que presentan el museo a los visitantes de forma lúdica e interactiva.

## Empresas
- OGX - Explotación y producción de petróleo y gas natural
- MMX - Minería
- MPX - Generación de energía y minería del carbón
- LLX - Logística
- BFX - Alcohol de celulosa
- OSX[24] - Construcción naval
- REX -  Bienes raíces
- MD.X- Empresa de bienes raíces que agrupa clínicas, consultorios, etc, en el mismo espacio
- Mr Lam - Restaurante chino
- Pink Fleet - Paseo en barco por la Bahía de Guanabara
- Porto de Peruíbe
- Glória Palace Hotel
- Rio Marina da Glória
- BEAUX
- SIX

### Antiguas empresas
- JPX - Empresa de todoterrenos